# 藤田温
藤田 温（ふじた あつし、1925年10月25日 - 2015年10月4日）は、日本の経営者。倉敷紡績社長、会長を務めた。

## 経歴
岡山県出身。1947年に東京大学工学部機械工学科を卒業し、同年に倉敷紡績に入社。
1968年6月に取締役に就任し、1970年11月に常務、1976年7月に専務、1982年7月に副社長を経て、1987年7月には社長に就任。1993年6月に会長に就任し、1998年6月には相談役に就任。
1990年11月に藍綬褒章を受章し、1997年11月に勲三等旭日中綬章を受章。
2015年10月4日肺炎のために死去。89歳没。